# Hauröden
Hauröden is een deel van de gemeente Am Ohmberg in het Landkreis Eichsfeld in het noorden van Thüringen in Duitsland. 